# Kauza Theranos
Kauza Theranos (v anglickém originále The Dropout) je americká dramatická minisérie, jejíž tvůrkyní je Elizabeth Meriwether. Je založen na podcastu The Dropout moderovaném Rebeccou Jarvis a produkovaném ABC News. Minisérie dokumentuje biotechnologickou společnost Theranos a její zakladatelku Elizabeth Holmesovou, kterou ztvárnila Amanda Seyfried.
Kauza Theranos měla premiéru na platformě Hulu dne 3. března 2022. Obdržela většinou pozitivní recenze od kritiků, kteří vyzdvihovali psaní a herecké výkony. Minisérie byla nominována na šest cen Emmy, přičemž Seyfriedová zvítězila v kategorii nejlepší herečka v minisérii nebo TV filmu. Na 80. ročníku udílení Zlatých glóbů minisérie obdržela dvě nominace, přičemž Seyfriedová zvítězila v kategorii nejlepší ženský herecký výkon v minisérii nebo TV filmu.

## Děj
Seriál dokumentuje vzestup a pád Elizabeth Holmesové a její společnosti Theranos, její nevydařené ambice a nedosáhnutou slávu.

## Obsazení

### Hlavní role
- Amanda Seyfried jako Elizabeth Holmesová
- Naveen Andrews jako Sunny Balwani

### Vedlejší role
- Utkarsh Ambudkar jako Rakesh Madhava
- Michel Gill jako Chris Holmes
- Elizabeth Marvel jako Noel Holmes
- Laurie Metcalf jako Phyllis Gardner
- Bill Irwin jako Channing Robertson
- William H. Macy jako Richard Fuisz
- Mary Lynn Rajskub jako Lorraine Fuisz
- Kate Burton jako Rochelle Gibbons
- Stephen Fry jako Ian Gibbons
- Sam Waterston jako George Shultz
- Anne Archer jako Charlotte Shultz
- Dylan Minnette jako Tyler Shultz
- Camryn Mi-Young Kim jako Erika Cheung
- Kevin Sussman jako Mark Roessler
- Kurtwood Smith jako David Boies
- Michaela Watkins jako Linda Tanner
- Ebon Moss-Bachrach jako John Carreyrou
- LisaGay Hamilton jako Judith Baker
- Bashir Salahuddin jako Brendan Morris
- Shaun J. Brown jako Daniel Young
- Hart Bochner jako Larry Ellison
- Michael Ironside jako Don Lucas
- James Hiroyuki Liao jako Edmond Ku
- Nicky Endres jako Ana Arriola
- Josh Pais jako Wade Miquelon
- Alan Ruck jako Jay Rosan
- Andrew Leeds jako Roland
- Sam Straley jako Christian Holmes
- Amir Arison jako Avie Tevanian
- Rich Sommer jako Kevin Hunter
- Garrett Coffey jako Billy Evans

## Seznam dílů
| Č. v seriálu | Původní název  | Český název     | Režie               | Scénář                                                                          | Premiéra na Hulu |
| ------------ | -------------- | --------------- | ------------------- | ------------------------------------------------------------------------------- | ---------------- |
| 1            | I'm In a Hurry | Spěchám         | Michael Showalter   | Elizabeth Meriwether                                                            | 3. března 2022   |
| 2            | Satori         | Satori          | Michael Showalter   | Matt Lutsky                                                                     | 3. března 2022   |
| 3            | Green Juice    | Zelená šťáva    | Michael Showalter   | Hilary Bettis                                                                   | 3. března 2022   |
| 4            | Old White Men  | Staří bílí muži | Michael Showalter   | Dan LeFranc                                                                     | 10. března 2022  |
| 5            | Flower of Life | Květina života  | Francesca Gregorini | Liz Hannah                                                                      | 17. března 2022  |
| 6            | Iron Sisters   | Železné sestry  | Francesca Gregorini | Wei-Ning Yu                                                                     | 24. března 2022  |
| 7            | Heroes         | Hrdinové        | Erica Watson        | Liz Heldens                                                                     | 31. března 2022  |
| 8            | Lizzy          | Lizzy           | Erica Watson        | námět: Elizabeth Meriwether a Sofya Levitsky-Weitz scénář: Elizabeth Meriwether | 7. dubna 2022    |

## Produkce

### Vývoj
Dne 10. dubna 2019 web Deadline Hollywood oznámil, že platforma Hulu objednala seriál čítající šest až deset epizod. Výkonnými producenty minisérie se stala Kate McKinnon a Rebecca Jarvis a producenty Taylor Dunn a Victoria Thompson. Produkční společností zapojenou do tohoto seriálu je Searchlight Television, pro kterou to byla první produkce. Po obsazení do titulní role se Amanda Seyfried připojila i jako producentka minisérie, přičemž Elizabeth Meriwether, Liz Heldens, Liz Hannah a Katherine Pope se připojily k Dunn a Thompson jako výkonné producentky. Dne 31. března 2021 se připojili Michael Showalter a Jordana Mollick jako výkonní producenti. Showalter měl také režírovat několik epizod.

### Casting
Kate McKinnon byla také obsazena do role Elizabeth Holmesové, bývalé CEO společnosti Theranos. Dne 18. února 2021 McKinnon opustila projekt. Ačkoli k jejímu odchodu nebylo vydáno vysvětlení, produkce pokračovala bez McKinnon. Dne 29. března 2021 byla McKinnon nahrazena Amandou Seyfried. Následujícího dne se připojil Naveen Andrews do hlavní role. Dne 10. června 2021 byli do vedlejších rolí obsazeni William H. Macy, Laurie Metcalf, Elizabeth Marvel, Utkarsh Ambudkar, Kate Burton, Stephen Fry, Michel Gill, Michael Ironside, Bill Irwin a Josh Pais. Dne 3. srpna 2021 byli do vedlejších rolí obsazeni Dylan Minnette, Alan Ruck, Bashir Salahuddin, Mary Lynn Rajskub, Hart Bochner, James Hiroyuki Liao, Nicky Endres, Camryn Mi-Young Kim a Andrew Leeds. Dne 5. srpna 2021 byli do vedlejších rolí obsazeni Sam Waterston, Kurtwood Smith a Anne Archer. Dne 14. září 2021 se do vedlejších rolí připojili LisaGay Hamilton, Michaela Watkins, Ebon Moss-Bachrach, Kevin Sussman, Sam Straley a Shaun Brown.